# Drozgometva
Drozgometva är en ort i Bosnien och Hercegovina.   Den ligger i entiteten Federationen Bosnien och Hercegovina, i den centrala delen av landet, 15 km väster om huvudstaden Sarajevo. Drozgometva ligger 611 meter över havet och antalet invånare är 307.
Terrängen runt Drozgometva är huvudsakligen kuperad, men åt sydost är den bergig.Runt Drozgometva är det ganska tätbefolkat, med 93 invånare per kvadratkilometer.. Närmaste större samhälle är Sarajevo, 15,0 km öster om Drozgometva. 
I omgivningarna runt Drozgometva växer i huvudsak blandskog.